# Anarchisme en Serbie
L'anarchisme apparaît en Serbie dans la seconde moitié du XIXe siècle dans le cadre d'un large mouvement ouvrier des slaves méridionaux et de la future région yougoslave. Le mouvement est adopté ainsi que d'autres idées centrées sur la liberté dans le cadre de la lutte pour la libération nationale de l'Autriche-Hongrie et de l'Empire ottoman. Parmi les premiers à épouser les idées de Pierre-Joseph Proudhon se trouve Živojin Žujović (sr), qui est à l'époque étudiant en droit et en économie, reconnu plus tard comme le premier socialiste serbe. Une importante communauté d'étudiants et de révolutionnaires slaves du sud est basée en Suisse, où ils restent en contact avec Mikhaïl Bakounine et la section slave de la Fédération jurassienne.

## Histoire
Le 3 septembre 2009, six membres de la section anarcho-syndicaliste serbe de l'AIT (ASI-MUR), dont Ratibor Trivunac, alors secrétaire général de l'AIT, sont arrêtés, soupçonnés de terrorisme international, une accusation qui est fortement contestée par la communauté internationale et d'autres organisations anarchistes.
Peu de temps après leur arrestation, une lettre ouverte est diffusée par des universitaires serbes critiquant les accusations et l'attitude de la police serbe. Les six sont formellement inculpés le 7 décembre et après une longue procédure de procès, Trivunac, ainsi que cinq autres anarchistes. Ils sont libérés le 17 février 2010.
Le mouvement anarchiste se poursuit aujourd'hui en Serbie contre l'actuel président Aleksandar Vučić et son gouvernement. Des manifestations ont lieu chaque semaine contre les autorités.

## Chronologie
- 1906 : Le journal Proleter devient la première publication à promouvoir les idées anarcho-syndicalistes en Serbie[4] ;
- 1907 : Des Serbes participent au Congrès anarchiste international d'Amsterdam[5] ;
- 1968 : Les idées anarchistes se répandent parmi certains étudiants après des manifestations étudiantes à travers la Yougoslavie[6] ;
- 1984 : Le syndicaliste Radomir Radović décède dans des circonstances mystérieuses après avoir plaidé en faveur de syndicats indépendants en Yougoslavie[7] ;
- Années 1990 : Les anarchistes de toute la Yougoslavie sont impliqués dans des campagnes anti-conscription et critiquent les guerres yougoslaves[6] ;
- 2002 : Des néo-nazis attaquent deux anarchistes[8] ;
- 2002 : L'Initiative anarcho-syndicaliste (ASI) est fondée[9]. Les membres de l'ASI affirment en 2011 que chaque année depuis que leurs membres fondateurs sont arrêtés ou poursuivis[10] ;
- 2003 : Après l'assassinat du premier ministre, des membres de l'ASI sont soupçonnés par la police et voient leurs domiciles perquisitionnés, téléphones et ordinateurs confisqués et un membre est même arrêté[7] ;
- 2004 : L'ASI rejoint formellement l'IWA-AIT, devenant l'ASI-IWA[11] ;
- 2006 : L'ASI mène sa première campagne syndicale réussie, en aidant un employé d'un restaurant italien à faire face à un vol de salaire[12].
- 2007 : Des membres de l'ASI-IWA participent aux manifestations étudiantes contre les coupes budgétaires à l'université de Belgrade[13]. Lorsque les étudiants occupèrent les départements d'architecture et de philosophie, le doyen en imputa la responsabilité aux agitateurs anarcho-syndicalistes[14] ;
- 2009 : En réponse à une attaque aux cocktails Molotov contre l'ambassade grecque par des anarchistes, l'État serbe emprisonne 4 membres de l'ASI-IWA et 2 anarchistes sans lien de parenté pour terrorisme malgré leur manque d'implication dans l'attaque[15] ;
- 2010 : Les Six de Belgrade sont acquittés de toutes les charges retenues contre eux[16] ;
- 2011 : L'ASI-IWA organise des manifestations contre l'OTAN lors d'une réunion des membres de l'OTAN à Belgrade. Les organisateurs des manifestations sont soumis à la surveillance policière et au harcèlement[10] ;
- 2011 : un membre de l'ASI est arrêté pour avoir prétendument cambriolé une voiture. L'IWA-AIT considère qu'il s'agit d'un procès fabriqué de toutes pièces et d'un cas de répression étatique[17] ;
- 2012 : Les procès contre les Six de Belgrade reprennent[18] ;
- 2013 : L'ASI-IWA organise la première conférence anarcho-syndicaliste des Balkans à Belgrade, avec des participants de Bulgarie, de Croatie, du Kosovo et de Macédoine du Nord[19] ;
- 2013 : L'ASI-IWA lance une campagne de solidarité avec les travailleurs migrants serbes en Uruguay[20] ;
- 2013 : L'ASI-IWA aide les grévistes des transports publics de Kragujevac qui se mettent en grève et bloquent les routes et les voies ferrées à proximité pour protester contre le non-paiement pendant 9 mois[20] ;
- 2015 : En réponse au harcèlement policier des navetteurs dans les transports publics, l'ASI organise des manifestations devant le siège de la police à Belgrade[21] ;
- 2020 : Les anarchistes sont actifs dans les manifestations serbes de 2020 à 2022[11].